# (72596) Zilkha
(72596) Zilkha est un astéroïde de la ceinture principale.

## Description
(72596) Zilkha est un astéroïde de la ceinture principale. Il fut découvert le 21 mars 2001 à Needville par Joseph A. Dellinger et Keith Rivich. Il présente une orbite caractérisée par un demi-grand axe de 2,40 UA, une excentricité de 0,19 et une inclinaison de 14,6° par rapport à l'écliptique.

## Compléments